# Лето в Сосняках
Ле́то в Сосняка́х — роман Анатолия Рыбакова.
Впервые опубликован в журнале «Новый мир», 1964, № 12, стр. 9—82.

## Сюжет
Роман «Лето в Сосняках» посвящён описанию строительства первых пятилеток и может быть отнесён к жанру производственного романа.
Действие романа происходит в 50-х годах на одном из крупных химических заводов страны, построенном ещё в годы первой пятилетки. В центре романа — драматическая судьба аппаратчицы Лили Кузнецовой. Писатель остро ставит вопрос о моральной ответственности людей за свои поступки, о чести и достоинстве советского человека.Из аннотации

## Переводы
Язык написания: русский.
- Перевод на польский: З. Гловякова (Miłość Lili); 1967 г. — 1 изд.
- Перевод на венгерский: И. Эльфер (A halál oka: méreg); 1966 г. — 1 изд.
- Перевод на японский: К. Сато (ソスニャーキの夏); 1966 г. — 1 изд.

Роман выдержал 12 изданий:
- языки: русский (9), польский (1), венгерский (1), японский (1)
- тип: книги (11), периодика (1)

## Критика
В своём очерке «Почва. Воздух. Судьба» 1983 года литературовед Лев Аннинский, назвав роман «Лето в Сосняках» отлично написанной книгой, задаётся вопросом: почему эта «прекрасно выстроенная, филигранно выточенная, пронизанная тревогой, острая по проблематике вещь» не получила должного внимания в литературных кругах, оставшись в некоторой тени.
Анализируя творчество Анатолия Рыбакова в целом, Аннинский прослеживает путь писателя от раннего героя, который «входит в лабиринт, зная, что выход есть», до героя, «которому приходится действовать в ситуации изначально безвыходной». Роман «Лето в Сосняках» критик видит как середину этого пути — как «точку поворота, точку равновесия», к которой читатель 1960-х годов не был готов. По мнению Аннинского, в то время от Рыбакова ждали продолжения получивших популярность произведений для подростков, а «Лето в Сосняках» этим ожиданиям не отвечало.